# Erzeparchie Hasaka-Nisibi
Die Erzeparchie Hasaka-Nisibi (auch Hassaké-Nisibi, lat.: Archieparchia Hassakensis et Nisibenus Syrorum) ist eine in Syrien gelegene Erzeparchie der syrisch-katholischen Kirche mit Sitz in al-Hasaka.

## Geschichte
Die Erzeparchie Hasaka-Nisibi wurde am 15. Juli 1957 durch Papst Pius XII. mit der Apostolischen Konstitution Summam animo als Eparchie Hassaké errichtet. Am 3. Dezember 1964 wurde die Eparchie Hassaké durch Papst Paul VI. zur Erzeparchie erhoben und in Erzeparchie Hassaké-Nisibi umbenannt.

## Ordinarien

### Bischöfe der Eparchie Hassaké
- Jean Karroum, 1959–1964

### Erzbischöfe der Erzeparchie Hassaké-Nisibi
- Jean Karroum, 1964–1967
- Jacques Michel Djarwé, 1967–1981
- Jacques Georges Habib Hafouri, 1982–1996
- Jacques Behnan Hindo, 1996–2019
- Joseph Abdel-Jalil Chami, seit 2022